# Polesiske lavland
Det polesiske lavland er et lavland i den sydvestlige del af den østeuropæiske slette i afvandingsbassinerne for flere floder, herunder Dnepr, Prypiat og Desna. Det strækker sig langs grænsen mellem Hviderusland og Ukraine. Den østlige del af lavlandet strækker sig ind i Brjansk oblast i Den Russiske Føderation.
Lavlandet har et areal på 270.000 km2 . Det polesiske lavland er karakteriseret ved overvægt af sandet lavland med store, for det meste sumpede dale. Dens gennemsnitlige højde er 150-200 m, mens dens maksimale højde er316 moh. (Ovruch Ridge).